# 소빈 노씨
소빈 노씨(昭嬪 盧氏) 또는 소혜궁주(昭惠宮主, ? ~ 1479년 11월 15일(음력 10월 23일)는 조선 태종의 후궁으로 숙혜옹주의 생모이다. 본관은 장연이다.

## 생애
소빈 노씨는 위성부원군(威城府院君) 노영수(盧英壽)의 손녀이자 밀직제학(密直提學) 노구산(盧龜山)의 딸이며, 검교 의정부 우의정(檢校議政府右議政) 최렴(崔濂)의 외손녀이다. 또한 고려 우왕의 후궁인 의비 노씨(毅妃 盧氏)는 소빈 노씨의 고모이기도 하다.
1411년(태종 11년) 10월, 명빈 김씨(明嬪 金氏), 숙공궁주 김씨(淑恭宮主 金氏)와 함께 간택되었다. 가례때에 나이가 어린 시녀를 남장(男裝)을 해서 입히게 하고, 털이 있는 호립(胡笠)을 사용하였는데, 예조에서 아뢰길, 원나라 공주들이 했던 풍습이므로 따르지 말것을 청하였다. 11월 소혜궁주(昭惠宮主)에 봉해졌다.
슬하에 숙혜옹주(淑惠翁主)를 두었으며 성원위(星原尉) 이정녕(李正寧)에게 하가하였다. 이후 병을 얻어 질병가(疾病家)에 거처하였는데, 딸 숙혜옹주가 모친을 집에 데려와 보살필 수 있도록 해 달라고 청하기도 하였다.
이후 사위와 딸이 먼저 사망하였으며, 1479년(성종 10년) 10월 23일 졸하였다. 성종은 졸한 소혜궁주에게 쌀과 콩 아울러 70석, 면포와 정포 각각 50필, 청밀 10두, 황랍 30근, 초 10정, 공석 1백, 초둔 10을 부의하라고 전교하였다.
1872년(고종 9년) 정1품 소빈(昭嬪)으로 추증되었다.

## 가족 관계
- 아버지 : 노구산(盧龜山, ? ~ 1419)
- 어머니 : 충주 최씨(忠州 崔氏, 생몰년 미상)
- 남편 : 태종(太宗, 1367 ~ 1422)
  - 딸 : 숙혜옹주(淑惠翁主, 1413 ~ 1464)
  - 사위 : 성원위(星原尉) 이정녕(李正寧, 1411 ~ 1455)[5]
    - 외손자 : 공숙공 이집(恭肅公 李諿, 1438 ~ 1509)[6]
    - 외손자 : 이의(李誼, 1439 ~ ?)
    - 외손자 : 이전(李詮)
    - 외손녀 : 경주인 이창(李菖)과 혼인

## 소빈 노씨가 등장하는 작품

### 드라마
- 《용의 눈물》(KBS, 1996년~1998년, 배우:하지원)